# Tadeáš Kraus
Tadeáš Kraus (* 22. Oktober 1932 in Třinec; † 31. Oktober 2018) war ein tschechischer Fußballspieler und -trainer polnischer Abstammung.

## Vereinskarriere
Kraus begann mit dem Fußballspielen bei Siła Trzyniec, schon im Alter von 15 Jahren wurde er in der ersten Mannschaft eingesetzt. Von 1951 bis 1953 unterbrach er seine Laufbahn, um auf einer Prager Sporthochschule zu studieren. Anschließend spielte der linke Außenstürmer für die Armeevereine Křídla vlasti Olomouc und ÚDA Prag.
Zur Saison 1956 wechselte Kraus zu Sparta Prag, für das er zehn Jahre lang spielte. In der Saison 1963/64 wurde er mit der Mannschaft tschechoslowakischer Pokalsieger, im Folgejahr tschechoslowakischer Meister. Für Sparta absolvierte Kraus, der später auch im Mittelfeld eingesetzt wurde, insgesamt 458 Spiele, in denen er 201 Tore schoss.
Von 1966 bis 1969 spielte Kraus für den damaligen Zweitligisten LIAZ Jablonec, dann ging er für zwei Jahre als Spielertrainer nach Melbourne, wo er die dortige Mannschaft Slavia betreute.

## Nationalmannschaft
In der Tschechoslowakischen Nationalmannschaft wurde Kraus insgesamt 23 Mal eingesetzt. Er debütierte am 23. September 1953 im WM-Qualifikationsspiel gegen Bulgarien, das die Tschechoslowakei mit 2:1 gewann. Er stand im WM-Kader 1954, ebenso nahm er an der Weltmeisterschaft 1958 teil. Sein letztes Spiel für die Tschechoslowakei absolvierte Kraus am 5. April 1959, sein Team unterlag Irland in der EM-Qualifikation mit 0:2.

## Trainerkarriere
Nach seiner Rückkehr in die Tschechoslowakei übernahm er in der Saison 1971/72 Sparta Prag und gewann mit der Mannschaft den nationalen Pokalwettbewerb. 1974 wechselte Kraus zu LIAZ Jablonec, 1976 wurde er Trainer der zypriotischen Mannschaft Aris Limassol, die er bis 1980 und noch einmal von 1983 bis 1985 betreute.